# Hamada Nampiandraza
Hamada Nampiandraza (8 juli 1984) is een Malagassisch voetbalscheidsrechter. Hij is sinds 2010 aangesloten bij de wereldvoetbalbond FIFA. Ook leidt hij wedstrijden in de Malagassische nationale competitie en is hij een scheidsrechter bij de Afrikaanse voetbalbond.
Nampiandraza leidde reeds wedstrijden in de CAF Confederation Cup (2014) en de CAF Champions League (waaronder duels in 2012, 2013 en 2014). Een van zijn eerste wedstrijden op internationaal clubniveau leidde hij op 2 april 2011 in de eerste ronde van de Afrikaanse Champions League. Deze wedstrijd tussen het Angolese CR Caála en het Soedanese Al-Hilal. Het duel eindigde in een 1–1 gelijkspel. Hij werd in 2011 aangesteld voor de halve finale van de CAF Confederation Cup tussen Inter Luanda en Maghreb Fez (2–1, twee gele kaarten).
Hamada Nampiandraza maakte zijn debuut in het interlandvoetbal op 15 november 2011 in een kwalificatiewedstrijd voor het wereldkampioenschap voetbal 2014 tussen Tanzania en Tsjaad (0–1, geen kaarten). Op 31 januari 2012 was hij voor het eerst actief op een interlandtoernooi: de CAF stelde hem aan voor het duel op het Afrikaans kampioenschap tussen Niger en Marokko (0–1). Sinds 2011 leidde Nampiandraza geregeld interlands en was hij met name actief in diverse kwalificatietoernooien. In december 2014 werd hij geselecteerd als een van de arbiters voor het Afrikaans kampioenschap voetbal 2015 in Equatoriaal-Guinea. Op 27 januari 2015 leidde hij de groepswedstrijd tussen Zuid-Afrika en Ghana, welke door het Ghanees voetbalelftal met 1–2 gewonnen werd. In mei 2015 was Nampiandraza actief op de COSAFA Cup, waar hij naast twee groepswedstrijden en een kwartfinale ook werd aangesteld voor de finale, waarin Namibië met 2–0 Mozambique versloeg.

## Interlands
| Datum             | Wedstrijd                 | Uitslag | Competitie                           | Kreeg geel | Kreeg voor de tweede keer geel en dus rood | Weggestuurd |
| ----------------- | ------------------------- | ------- | ------------------------------------ | ---------- | ------------------------------------------ | ----------- |
| 15 november 2011  | Tanzania – Tsjaad         | 0 – 1   | Kwalificatie WK 2014                 | 0          | 0                                          | 0           |
| 31 januari 2012   | Niger – Marokko           | 0 – 1   | Afrikaans kampioenschap              | 4          | 0                                          | 0           |
| 3 juni 2012       | Zuid-Afrika – Ethiopië    | 1 – 1   | Kwalificatie WK 2014                 | 4          | 0                                          | 0           |
| 16 juni 2012      | Malawi – Tsjaad           | 2 – 0   | Kwalificatie AK 2013                 | 2          | 0                                          | 0           |
| 9 september 2012  | Zimbabwe – Angola         | 3 – 1   | Kwalificatie AK 2013                 | 4          | 0                                          | 0           |
| 13 oktober 2012   | Botswana – Mali           | 1 – 4   | Kwalificatie AK 2013                 | 5          | 0                                          | 0           |
| 26 januari 2013   | Algerije – Togo           | 0 – 2   | Afrikaans kampioenschap              | 7          | 0                                          | 0           |
| 24 maart 2013     | Rwanda – Mali             | 1 – 2   | Kwalificatie WK 2014                 | 2          | 0                                          | 0           |
| 16 juni 2013      | Guinee – Zimbabwe         | 1 – 0   | Kwalificatie WK 2014                 | 0          | 0                                          | 0           |
| 7 september 2013  | Nigeria – Malawi          | 2 – 0   | Kwalificatie WK 2014                 | 3          | 0                                          | 1           |
| 10 september 2014 | Lesotho – Gabon           | 1 – 1   | Kwalificatie AK 2015                 | 1          | 0                                          | 1           |
| 15 oktober 2014   | Mali – Ethiopië           | 2 – 3   | Kwalificatie AK 2015                 | 0          | 0                                          | 1           |
| 27 januari 2015   | Zuid-Afrika – Ghana       | 1 – 2   | Afrikaans kampioenschap              | 3          | 0                                          | 0           |
| 17 mei 2015       | Namibië – Seychellen      | 0 – 0   | COSAFA Cup                           | 4          | 0                                          | 0           |
| 21 mei 2015       | Namibië – Zimbabwe        | 4 – 1   | COSAFA Cup                           | 3          | 0                                          | 0           |
| 24 mei 2015       | Zambia – Namibië          | 0 – 0   | COSAFA Cup                           | 5          | 0                                          | 0           |
| 30 mei 2015       | Namibië – Mozambique      | 2 – 0   | COSAFA Cup                           | 5          | 0                                          | 0           |
| 13 juni 2015      | Zuid-Afrika – Gambia      | 0 – 0   | Kwalificatie AK 2017                 | 3          | 0                                          | 0           |
| 17 oktober 2015   | Zambia – Mozambique       | 3 – 0   | Kwalificatie CHAN 2016               | 0          | 0                                          | 0           |
| 15 november 2015  | Oeganda – Togo            | 3 – 0   | Kwalificatie WK 2018                 | 2          | 0                                          | 0           |
| 16 januari 2016   | Rwanda – Ivoorkust        | 1 – 0   | African Championship of Nations 2016 | 3          | 0                                          | 0           |
| 25 januari 2016   | Kameroen – Congo-Kinshasa | 3 – 1   | African Championship of Nations 2016 | 1          | 0                                          | 0           |
| 31 januari 2016   | Tunesië – Mali            | 1 – 2   | African Championship of Nations 2016 | 5          | 0                                          | 0           |
| 12 juni 2016      | Lesotho – Mauritius       | 3 – 0   | COSAFA Cup 2016                      | 3          | 0                                          | 0           |
| 16 juni 2016      | Malawi – Lesotho          | 0 – 1   | COSAFA Cup 2016                      | 2          | 0                                          | 0           |
| 19 juni 2016      | Zambia – Swaziland        | 0 – 0   | COSAFA Cup 2016                      | 2          | 0                                          | 0           |
| 8 oktober 2016    | Gabon – Marokko           | 0 – 0   | Kwalificatie WK 2018                 | 4          | 0                                          | 0           |
| 16 januari 2016   | Congo-Kinshasa – Marokko  | 1 – 0   | Afrikaans kampioenschap              | 3          | 1                                          | 0           |